# Simpsonichthys carlettoi
Simpsonichthys carlettoi är en fiskart som beskrevs av Costa och Nielsen 2004. Simpsonichthys carlettoi ingår i släktet Simpsonichthys och familjen Rivulidae. Inga underarter finns listade i Catalogue of Life.